# 枇杷島橋駅
枇杷島橋駅（びわじまばしえき）は、愛知県西春日井郡西枇杷島町下小田井（現、愛知県清須市西枇杷島町橋詰）にあった、名鉄名古屋本線・犬山線の駅（廃駅）。現在の枇杷島分岐点である。
本項では前身の枇杷島停留所（びわじまていりゅうじょ）、および同停留所付近に後年仮設された東枇杷島信号所（ひがしびわじましんごうじょ）についても記述する。

## 歴史
名古屋電気鉄道による郡部線建設の一環で庄内川橋梁が架けられ、それまで庄内川東岸にあった枇杷島線の終点・枇杷島停留所から延長された際、対岸の西詰に開設された駅である。
駅の廃止後はそのままの線路配置で枇杷島分岐点となったが、庄内川橋梁の上流側への架替に伴い現在の線形に変更された。

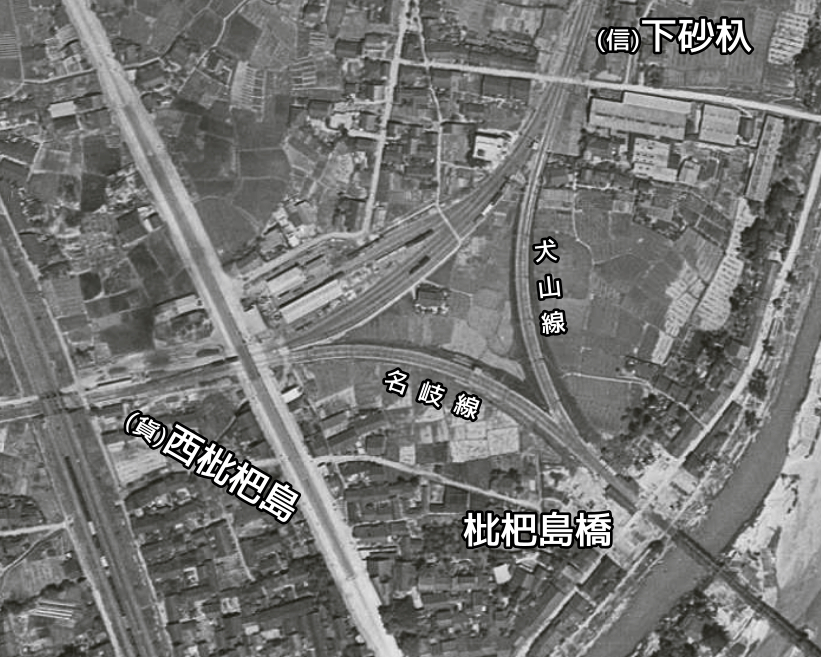
枇杷島橋駅とデルタ線（1946年） 帰属：国土交通省「国土画像情報（カラー空中写真）」 配布元：国土地理院地図・空中写真閲覧サービス

### 年表
- 1910年（明治43年）
  - 5月6日：名古屋電気鉄道によって枇杷島線押切町停留所 - 枇杷島停留所間が開通[5]。庄内川東岸に枇杷島停留所開業[3]。軌道条例による軌道線。
  - 8月：枇杷島停留所に納涼設備を設ける[5]。
- 1911年（明治44年）2月：庄内川橋梁建設開始[6]。
- 1912年（明治45年）
  - 3月29日：枇杷島線を軽便鉄道法に基づく鉄道に変更[7]。後の枇杷島橋駅もこの日を開業日とする[2]。
  - 6月13日：庄内川橋梁竣工[8]。
  - 8月6日：一宮線枇杷島橋駅（元・枇杷島停留所） - 西印田駅間ほか開業。既設の枇杷島線押切町 - 枇杷島間の名称、哩程も変更され、庄内川西岸に枇杷島橋駅が設置される[9][3]。
- 1914年（大正3年）1月23日：津島線枇杷島橋駅 - 新津島駅間開業。分岐駅となる[10][11]。
- 1921年（大正10年）7月1日：路線譲渡により（旧）名古屋鉄道の駅となる[12]。
- 1930年（昭和5年）9月5日：社名改称により名岐鉄道の駅となる[13]。
- 1935年（昭和10年）
  - 4月29日：名岐線全通に伴うダイヤ改正[14]。押切町駅 - 新岐阜駅間に特急が新設され、枇杷島橋駅はその停車駅となる[15]。
  - 8月1日：愛知電気鉄道との合併により名古屋鉄道の駅となる[16]。
- 1938年（昭和13年）5月6日：昨年より建設が開始された新名古屋 - 枇杷島橋間新線（笹島線）のうち、笹島起点1.9 km地点 - 新旧分岐地点（東枇杷島信号所）間の建設が着手される[17]。
- 1941年（昭和16年）
  - 8月：笹島線竣工。9日には電圧600 Vによる電気試験を実施[18]。
  - 8月11日：午前9時より新名古屋駅 - 東枇杷島駅間で試運転。終電後、東枇杷島信号所の新旧線切替工事を実施[19]。
  - 8月12日：新名古屋駅 - 枇杷島橋駅（東枇杷島信号所）間開業[20]、柳橋駅 - 枇杷島橋駅（東枇杷島信号所）間廃止[21][22]。開業区間と枇杷島橋駅 - 須ヶ口駅間が名岐線に[21]、枇杷島橋駅 - 岩倉駅間が犬山線に編入され[23]、枇杷島橋駅は名岐線と犬山線の分岐駅となる。同時にダイヤ改正も行われ、特急は通過となる[22]。
- 1948年（昭和23年）5月16日：豊橋駅 - 新岐阜駅間を名古屋本線とし東西直通運転開始。これにより名古屋本線と犬山線の駅となる[24]。
- 1949年（昭和24年）8月1日：廃止。枇杷島分岐点となる。代替として西枇杷島駅の旅客営業を再開し、枇杷島分岐点および下砂杁信号場は西枇杷島駅構内となる[25]。

## 駅構造
2面2線の相対式ホームだった。現在の枇杷島分岐点は名古屋本線・犬山線とで両開き分岐となっているが、枇杷島橋駅は名古屋本線が直線で、犬山線が分岐する形となっていた。
駅と庄内川橋梁との間は急勾配区間（40 ‰）が存在した。駅自体も分岐点や川岸の踏切に挟まれて拡張余地がほとんどなく、電車が大型化してもホームを延長できなかった。そのため、手狭な枇杷島橋駅を廃止して西枇杷島駅を復活させる措置を取らざるを得なかった。

### 配線図
|            | ↑ 名岐線 新名古屋方面                         |                                   |
|            | 枇杷島橋駅・西枇杷島駅 構内配線略図（1943年） | → 名岐線 新岐阜・ 清洲・ 津島方面 |
|            | ↓ 犬山線 東一宮・犬山方面                     |                                   |
| 凡例 出典: |                                               |                                   |

## 利用状況
『愛知県統計書』によると、年間乗降人員および荷物取扱量は以下の通りである。
| 年度     | 乗車人員（人） | 降車人員（人） | 発送貨物       | 発送貨物  | 到着貨物       | 到着貨物  | 出典   |
| 年度     | 乗車人員（人） | 降車人員（人） | 小手荷物（斤） | 貨物 (噸) | 小手荷物（斤） | 貨物 (噸) | 出典   |
| -------- | -------------- | -------------- | -------------- | --------- | -------------- | --------- | ------ |
| 1914年度 | 176,989        | 174,790        | 25,345         | 1,444     | ?              | ?         | [ 27 ] |
| 1915年度 | 152,975        | 151,586        | 24,993         | 1,099     | ?              | ?         | [ 28 ] |
| 1916年度 | 155,874        | 152,276        | 30,526         |           | ?              | ?         | [ 29 ] |
| 1917年度 | 181,637        | 176,257        | 38,821         |           |                |           | [ 30 ] |
| 1918年度 | 206,304        | 192,583        | 34,445         |           |                |           | [ 31 ] |
| 1919年度 | 238,172        | 210,138        | 32,896         |           | ?              | ?         | [ 32 ] |
| 1920年度 | 281,795        | 262,241        | 30,489         |           | ?              |           | [ 33 ] |
| 1921年度 | 269,923        | 253,444        | 753,233        | 20,820    | ?              |           | [ 34 ] |
| 1922年度 | 309,524        | 290,819        | 16,812         |           |                |           | [ 35 ] |

| 年度     | 乗車人員（人） | 降車人員（人） | 発送貨物       | 発送貨物  | 到着貨物  | 出典   |
| 年度     | 乗車人員（人） | 降車人員（人） | 小手荷物（斤） | 貨物 (噸) | 貨物 (噸) | 出典   |
| -------- | -------------- | -------------- | -------------- | --------- | --------- | ------ |
| 1923年度 | 296,676        | 275,200        | 14,893         |           |           | [ 36 ] |
| 1924年度 | 309,500        | 288,699        | 14,971         |           |           | [ 37 ] |
| 1925年度 | 289,977        | 269,806        | 15,417         |           |           | [ 38 ] |
| 1926年度 | n/a            | n/a            | n/a            | n/a       | n/a       | [ 39 ] |
| 1927年度 | 278,525        | 255,739        | 20,320         |           |           | [ 40 ] |
| 1928年度 | 258,830        | 237,621        | 15,065         |           |           | [ 41 ] |
| 1929年度 | 267,094        | 244,861        | 15,896         | 4,029     | 1,201     | [ 42 ] |
| 1930年度 | 244,670        | 299,275        | 15,780         |           |           | [ 43 ] |

| 年度     | 乗車人員（人） | 降車人員（人） | 発送貨物       | 発送貨物  | 到着貨物  | 出典   |
| 年度     | 乗車人員（人） | 降車人員（人） | 小手荷物（瓩） | 貨物 (瓲) | 貨物 (瓲) | 出典   |
| -------- | -------------- | -------------- | -------------- | --------- | --------- | ------ |
| 1931年度 | 197,833        | 183,762        | 8,715          |           |           | [ 44 ] |
| 1932年度 | 197,354        | 183,865        | 6,394          |           |           | [ 45 ] |
| 1933年度 | 187,259        | 167,580        | 6,394          |           |           | [ 46 ] |
| 1934年度 | 186,991        | 171,632        | 8,147          |           |           | [ 47 ] |
| 1935年度 | 161,422        | 152,520        | ?              |           |           | [ 48 ] |
| 1936年度 | 237,531        | 206,151        | ?              |           |           | [ 49 ] |
| 1937年度 | 225,360        | 208,486        | ?              |           |           | [ 50 ] |
| 1938年度 | 231,772        | 210,793        | ?              |           |           | [ 51 ] |
| 1939年度 | 261,418        | 198,641        | ?              |           |           | [ 52 ] |
| 1940年度 | 296,307        | 259,822        | ?              |           |           | [ 1 ]  |

## 枇杷島停留所

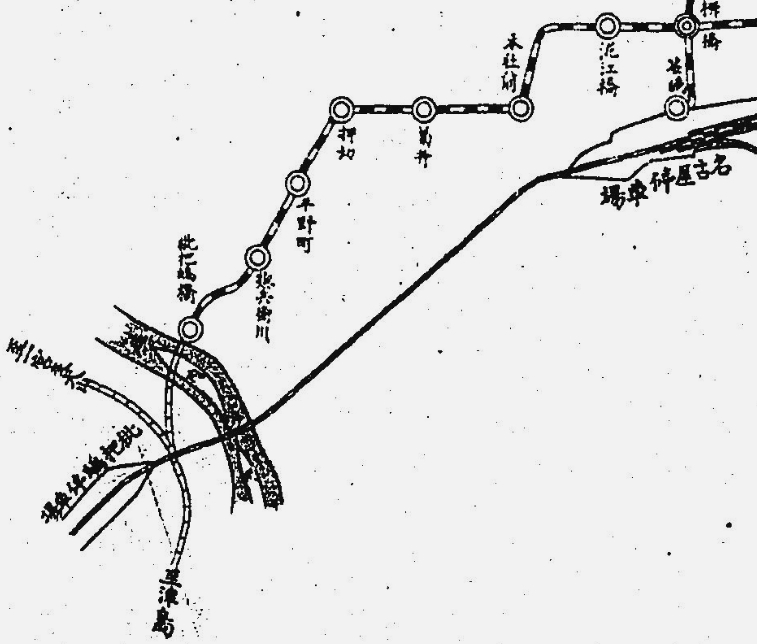
枇杷島線路線図（ 『名古屋港案内』、1912年）。この図では「枇杷島橋」となっている。

枇杷島線は名古屋電気鉄道初の新設軌道路線であり、その終点として庄内川東岸に枇杷島停留所が1910年（明治43年）5月6日に開設された。具体的な位置は不明で、現在の名古屋市立枇杷島小学校付近にあったと推定されている。
枇杷島線および建設中の郡部線（一宮線・犬山線・津島線）は当初軌道条例による特許を受けていたが、軽便鉄道法の施行により同法に準拠した方が得策との判断から、1912年（明治45年）3月には軽便鉄道法の免許を取得した。これにより枇杷島橋駅の開業日も軽便鉄道法の適用を受けた1912年（明治45年）3月29日となっているが、この時点では庄内川橋梁が未完成であり、依然として庄内川東岸の枇杷島停留所が終点であった。
庄内川橋梁は同年6月に完成し、8月には一宮線と犬山線が開通した。枇杷島線は一宮線の一部となり、哩程変更や駅名改称が行われた。これにより庄内川西岸（橋梁西詰）に枇杷島橋駅が設置されたが、同駅と東枇杷島駅との間に駅はなく、枇杷島停留所があった庄内川東岸（橋梁東詰）に駅は設置されなかった。

## 東枇杷島信号所

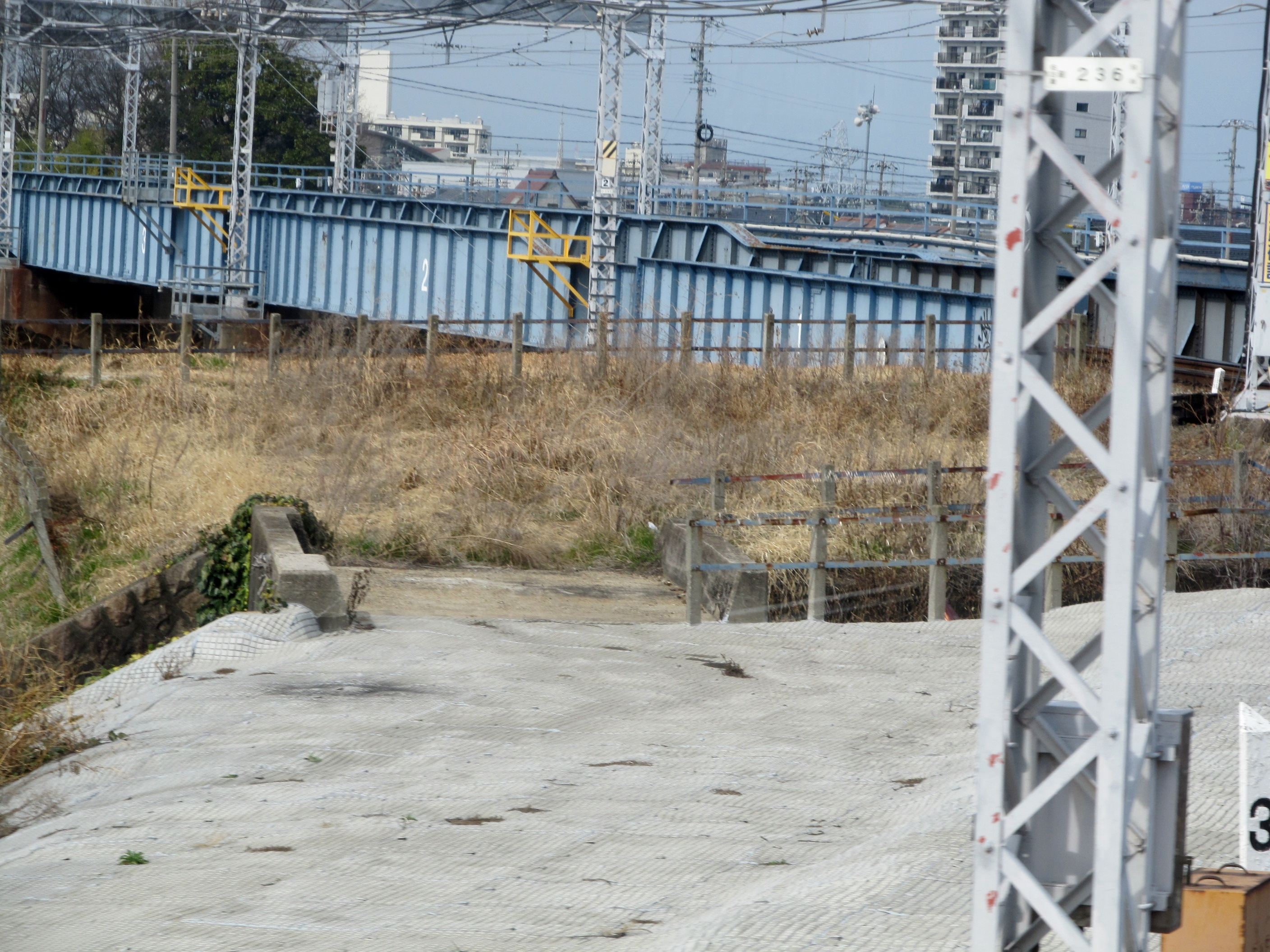
信号所側線が敷かれていたコンクリート橋

枇杷島停留所があった庄内川橋梁東詰付近は押切町駅方面の旧線と新名古屋駅（現・名鉄名古屋駅）方面の新線（笹島線）とが分岐する地点にもなり、東枇杷島信号所と称された。信号所には新旧線の分岐と短い側線が設けられ、1941年（昭和16年）8月11日の終電後に実施された新旧路線切り替えをもってその役目を終えた。
現行路線に隣接して残る単線コンクリート橋は東枇杷島信号所の側線跡である。

## 隣の駅
名古屋鉄道
名古屋本線
■特急・■急行・■準急
通過
■普通
東枇杷島駅 - 枇杷島橋駅 - （（貨）西枇杷島駅） - 二ツ杁駅
犬山線
■特急・■急行
通過
■普通
枇杷島橋駅 - （下砂杁信号場） - 下小田井駅